# Richard Blain
Pour les articles homonymes, voir Blain (homonymie).
Richard Blain (8 décembre 1857-27 novembre 1926) est un homme politique canadien de l'Ontario. Il est député fédéral conservateur de la circonscription ontarienne de Peel de 1900 à 1917.

## Biographie
Né à Vienna, aujourd'hui Bayham, dans le Canada-Ouest, Blain opère dans une quincaillerie et occupe les fonctions de conseiller et préfet de Brampton et de directeur du comté de Peel.
Élu en 1900, il est réélu en 1904, 1908 et en 1911. Il est nommé au Sénat du Canada  en tant que représentant de la division de Peel sous la recommandation du premier ministre Robert Borden. Il siège au Sénat jusqu'à son décès en 1926.